# Catedral de Santa Maria (Aberdeen)
La Catedral de Santa Maria de l'Assumpció és l'església catedralícia de la diòcesi d'Aberdeen a la ciutat d'Aberdeen, Escòcia, sufragant de l'Arquebisbat de Sant Andreu i Edimburg.

## Història
Després que l'edifici va ser afegit al campanar dissenyat per R. G. Wilson al desembre de 1860 en l'estil gòtic a un disseny d'Alexander Ellis Aberdeen, va esdevenir una catedral a 1878, després el 1877. El 1960, l'església va ser completament restaurada amb la simplificació de l'interior.

### Exterior
La façana està adornada amb una vitrina de 1978 de David Gulland que representa el martiri John Ogilvie. Al costat de l'entrada lateral hi ha una estàtua de la Madonna, d'Alexander Brodie.

### Interior
Immediatament a l'entrada hi ha la font baptismal, situada en la seva posició actual al 1978; darrere de la vela de Pasqua. Al fons de l'església es troba un òrgan, un rar exemple del treball de James Concaher d'Huddersfield, instal·lat el 1887.

#### Nau central
La nau central és molt gran, amb sis baixos relleus de fibra de vidre, tres a cada costat. En els plomalls entre els arcs hi ha el treball d'una altra artista local, Ana Davidson, que ha pintat escenes de la vida de Maria. El dret Anunciació, el naixement de Crist, La presentació de Crist en el temple, Les noces de Canà, Crist amb la creu, i el descens de l'Esperit Sant sobre Maria i els Apòstols.

#### Presbiteri
El presbiteri és el punt més important de l'església. L'altar major de granit d'Aberdeen va ser erigit el 1960; sovint està cobert per una catifa de Fiona Forsyth, d'Aberdeen. A un costat de l'altar es troba l'atril. A la paret del presbiteri hi ha un crucifix de fibra de vidre que representa Crist amb Maria, la seva mare i Joan de Charles Blakeman a Londres. En els llenços pintats per altra banda dos (mil·lenni paret) per Fiona Forsythe representen deixat el Ninian els sants, servent, Enoch, Drostan, Fergusto, Medan i Colin MacDonald i els Maidens a la part superior, per la santa coloma, Devenick, Macario, Baithene, Fintan - munnu, Kenneth i Donan, Melrubio, Adamnan i Mungo, el dret Gérardine sants, Margarida d'Escòcia i Gran de dalt, a baix Nathalan, Duthac, Gilbert de Moray i John Ogilvie.
La finestra de l'oest, a prop de l'altar principal, mostra els quinze misteris del Rosari. Per sobre gairebé amagat hi ha una petita finestra que mostra la Paloma, símbol de l'Esperit Sant.

### Capelles
La capella de la Mare de Déu situada sota el campanar, a la cantonada nord-est de l'església conté l'estàtua de fusta de Maria, que és una rèplica de l'estàtua original, ara a l'església de Notre Dame de Finisterre a Brussel·les, molt estimat pels escocesos. A la dreta del mur de la capella, quatre monuments dedicats als bisbes de la diòcesi George Hay, James Kyle, John McDonald i Colin Grant. També hi ha un altar per Monsenyor William Stopani que conté les relíquies de Stopani, McDonald i Grant i tres germanes franciscanes.
A la paret nord de l'església, entre l'altar major i la Capella d'or, hi ha les estacions de la creu, mosaics de Gabriel Loire de Chartres.
A l'esquerra, per als que busquen, hi ha el Reliquiario del Santissimo Sacramento amb una làmpada vermella amb oli sempre encès. A continuació es mostra una foto que representa el Senyor, jutge clemente de Félix McCullough d'Edimburg.
Al costat de l'altar principal es troba la capella dedicada als patrons de la ciutat, que presenta una altra pintura de Felix McCullough que representa els sants Nicola, Machar i Clement. A la foto també hi ha Sant'Andrea i Santa Margherita, patrons d'Escòcia.